# Джеффетт, Нэнси
Нэнси Пирс-Джеффетт (англ. Nancy Pearce Jeffett; 16 июля 1928, Сент-Луис — 6 июля 2017, Даллас) — американский теннисный администратор. Соосновательница Теннисного фонда Морин Коннолли-Бринкер, основательница турнира памяти Морин Коннолли-Бринкер (впоследствии Virginia Slims of Dallas), член исполкомов USTA и Кубка Федерации, председатель правления сборных США в Кубке Федерации и Кубке Уайтмен. Почётный член Всеанглийского клуба лаун-тенниса, член Международного зала теннисной славы (с 2015 года).

## Биография
Нэнси Пирс родилась в Сент-Луисе в 1928 году и после окончания школы поступила в Университет Вашингтона. Она входила в число сильнейших юных теннисисток США, войдя в первую десятку национального рейтинга в возрасте до 18 лет в 1946 году, а два года спустя выиграв студенческий чемпионат долины Миссури в одиночном, женском и смешанном парном разрядах.
В 1956 году Нэнси вышла замуж за бизнесмена Фрэнка Джеффетта и уехала с мужем в Даллас. Там она растила двоих детей (дочь Элизабет и сына Уильяма) и одновременно активно участвовала в теннисной жизни Техаса, основав Теннисную ассоциацию Тайлера (Техас), а в 1960 году возглавив программу развития юношеского тенниса Техаса, которой руководила до 1982 года.
В Техасе Джеффетт тесно сошлась со знаменитой теннисисткой Морин Коннолли-Бринкер, первой обладательницей Большого шлема в одиночном разряде. Вместе они в 1968 году основали Теннисный фонд Морин Коннолли-Бринкер (англ. Maureen Connolly Brinker Tennis Foundation, MCBTF), а после смерти подруги в 1969 году Джеффетт стала организатором турнира памяти Морин Коннолли-Бринкер. Позже этот турнир вошёл в календарь женского профессионального теннисного тура как Virginia Slims of Dallas и в 1972 году стал первым в истории женским теннисным турниром, который транслировался телевидением. Под руководство Джеффетт MCBTF инвестировал миллионы долларов в детские теннисные программы и оборудование публичных теннисных кортов в разных странах мира. В рамках деятельности MCBTF Джеффетт учредила ряд соревнований и наград в детском теннисе США, включая цикл турниров для детей в возрасте 8—11 лет, разыгрывающихся в течение всего сезона — MCBTF Road to the Little Mo Nationals, а также ITF Connolly Continental Cup, где с 1976 года в трёх возрастных категориях (до 14, 16 и 18 лет) сборная девочек США соревнуется со сборной мира.
С 1973 по 1994 год Джеффетт входила в исполнительный комитет Ассоциации тенниса Соединённых Штатов (USTA), с 1978 по 1990 год занимала пост председателя правления сборной США в Кубке Уайтмен, а с 1981 по 1990 год — аналогичный пост в сборной США в Кубке Федерации. В 1988—1996 годах она была членом исполнительного комитета Кубка Федерации ITF.
Нэнси Джеффетт умерла в июле 2017 года в возрасте 88 лет, оставив после себя дочь, сына и двух внуков.

## Признание заслуг
В 1970 году Нэнси Джеффетт была удостоена кубка за заслуги от USTA. В дальнейшем она удостаивалась наград за заслуги от профессионального тура World Championship Tennis, тура Virginia Slims и Международной федерации тенниса. За свой вклад в теннис Джеффетт получила статус почётного члена Всеанглийского клуба лаун-тенниса, став единственной представительницей США, удостоенной этого статуса не будучи чемпионкой Уимблдонского турнира. В 2015 году её имя было включено в списки Международного зала теннисной славы; она является также членом Техасского зала теннисной славы с 1983 года, Зала теннисной славы Сент-Луиса с 1999 года и Зала славы женского студенческого тенниса Межвузовской теннисной ассоциации, также с 1999 года.